# Plavé Vozokany
Plavé Vozokany (in ungherese Fakóvezekény) è un comune della Slovacchia facente parte del distretto di Levice, nella regione di Nitra.